# Forcipomyia maculipennis
Forcipomyia maculipennis är en tvåvingeart som beskrevs av Tokunaga 1940. Forcipomyia maculipennis ingår i släktet Forcipomyia och familjen svidknott. Inga underarter finns listade i Catalogue of Life.